# 1983 في لبنان
فيما يلي قوائم الأحداث التي وقعت خلال عام 1983 في لبنان.

## سياسة

### تعيين في المنصب
- 1 يناير – محمود حمود سفير لبنان لدى ألمانيا الغربية.

### انتهاء فترة المنصب
- 1 يناير – محمود حمود سفير لبنان للإمارات العربية المتحدة.

## مواليد

### مارس
- 5 مارس – رولا الحارس سبّاحة لبنانية.

### أبريل
- 3 أبريل – علي فخر الدين لاعب كرة سلة لبناني.
- 4 أبريل – نانسي نصر الله مطربة لبنانية.

### مايو
- 3 مايو – ميريام فارس مغنية وراقصة لبنانية.
- 16 مايو – نانسي عجرم مغنية لبنانية.

### يونيو
- 1 يونيو – يارا مغنية لبنانية.
- 4 يونيو – عامر خان لاعب كرة قدم لبناني.
- 21 يونيو – مايكل مالاركي

### أغسطس
- 18 أغسطس – ميكا

## وفيات

### يناير
- 1 يناير – حليم الرومي (مواليد 1919)

### فبراير
- 10 فبراير – أنيس ملحم جابر (مواليد 1905) محامي وصحفي لبناني.

### يونيو
- 20 يونيو – نادية تويني (مواليد 1935) شاعرة وكاتبه.

### سبتمبر
- 5 سبتمبر – سلمان فارس جابر (مواليد 1910) صحفي ومدرس وشاعر لبناني.
- 18 سبتمبر – مجيد أرسلان (مواليد 1908) سياسي لبناني.

### ديسمبر
- 1 ديسمبر – حليم تقي الدين (مواليد 1922) أكاديمي ومحام وقاضي درزي لبناني.